# Manitowish Waters, Wisconsin
Manitowish Waters là một thị trấn thuộc quận Vilas, tiểu bang Wisconsin, Hoa Kỳ. Năm 2010, dân số của thị trấn này là 559 người.